# Noce i dnie (powieść)
Noce i dnie – powieść Marii Dąbrowskiej wydana w latach 1931–1934 w Warszawie w wydawnictwie Jakuba Mortkowicza: tom 1 Bogumił i Barbara (1931, na stronie tytułowej 1932), tom 2 Wieczne zmartwienie (1932), tom 3 (część 1 i 2) Miłość (1933), tom 4 (część 1 i 2) Wiatr w oczy (1934).
Powieść Noce i dnie w zgodnej ocenie krytyków literatury uważana jest za najlepszą powieść epicką w dwudziestoleciu międzywojennym. Za powieść tę Dąbrowska otrzymała Państwową Nagrodę Literacką w 1933, była też nominowana do Nagrody Nobla w dziedzinie literatury w 1939, 1957, 1959, 1960 i 1965.
Powieść przedstawia dzieje kilku pokoleń rodziny szlacheckiej Niechciców (Bogumił Niechcic i Barbara z Ostrzeńskich Niechcicowa) na tle doniosłych przeobrażeń społecznych i politycznych w podwójnej perspektywie: historycznej i egzystencjalnej.

## Geneza utworu
Pierwsze przymiarki do napisania powieści Maria Dąbrowska rozpoczęła w drugiej połowie lat 20. XX wieku. Początkowe wersje pierwszych tomów dzieła ukazały się w czasopismach jeszcze pod innymi tytułami. Najpierw w latach 1928–1929 w „Kobiecie Współczesnej” pod tytułem Domowe progi. Autorka potem zmieniła tytuł, który, jej zdaniem, zawężał temat do toczącego się w domu Niechciców życia rodzinnego. Podczas dalszej pracy nad powieścią na pierwszy plan wysunęła się postać Barbary, toteż Dąbrowska uznała, że tytułem lepiej oddającym treść będą Kłopoty pani Barbary, który to fragment ukazał się w 1929 r. w „Gazecie Zachodniej”. Wkrótce jednak zrezygnowała i z tej koncepcji, przyjmując wersję ostateczną i tytułując pierwszy tom imionami pary głównych bohaterów epopei. Jak napisała potem w swym szkicu o Nocach i dniach, jednym z podstawowych problemów w powieści była dla niej kwestia współżycia reprezentantów dwóch całkowicie odmiennych postaw życiowych. Pierwszą, „współbrzmiącą z życiem”, czynną i otwartą, reprezentować miał Bogumił, drugą, pełną niepokoju, „nieharmonizującą z życiem i zamkniętą” – Barbara. Przez kilka następnych lat autorka dokonywała licznych przeróbek, zmieniła np. liczbę dzieci Niechciców, z pięciorga na troje, wreszcie w latach 1931–1934 powieść została wydana pod obecnie znanym tytułem.

## Kompozycja i konstrukcja powieści

### Kompozycja powieści
Noce i dnie łączą trzy plany obserwacyjne:
1. plan powieści obyczajowej, o życiu rodzinnym i perypetiach małżeństwa Niechciców, pracujących w trudzie i wychowujących dzieci. Czytelnik obserwuje dzieje dwóch pokoleń rodziny Bogumiła i Barbary oraz ich krewnych, znajomych, służby i pracowników. Z biegiem powieści zjawiają się nowe postacie, a punkt obserwacyjny przenosi się do nowych miejsc. Ten plan powieści jest najbogatszy i zapewnia powieści rangę dzieła wybitnego.
2. plan powieści społecznej, utworu mówiącego o przemianach środowiska pokazanego na tle historii narodowej. Początkiem wydarzeń jest powstanie styczniowe, a po jego klęsce upadek prestiżu szlachty i wyłanianie się nowej warstwy społecznej – inteligencji. Procesy te zamyka w powieści wybuch I wojny światowej.
3. plan egzystencjalny, scalający wszystkie elementy powieści w spójną filozofię autorki. To ujęcie życia pojedynczych ludzi w perspektywie bytu człowieka, jego trwałości i zmienności wobec cyklu przyrody. Widać tu świat wartości, któremu hołduje Maria Dąbrowska, człowieczeństwo jako ład duchowy, postawę łączącą człowieka z ogólnymi prawami istnienia[5].

## Adaptacje teatralne
- Noce i dnie (Teatr im. Wojciecha Bogusławskiego w Kaliszu; 1971 ;  adaptacja Krystyna Miłobędzka, reżyseria Izabella Cywińska)[6]. Ta inscenizacja została zaprezentowana w Teatrze Telewizji (1971).[7][8]
- Noce i dnie, czyli między życiem a śmiercią (Teatr im. Wilama Horzycy w Toruniu; 2022 ; adaptacja i reżyseria Michał Siegoczyński)[9][10]

## Adaptacje filmowe
Na podstawie powieści powstał film fabularny Noce i dnie (1975) oraz serial telewizyjny Noce i dnie (1978).